# Base aérienne 271 Rennes Saint Jacques
 (octobre 2009).
Si vous disposez d'ouvrages ou d'articles de référence ou si vous connaissez des sites web de qualité traitant du thème abordé ici, merci de compléter l'article en donnant les références utiles à sa vérifiabilité et en les liant à la section « Notes et références ».
La base aérienne 271 Rennes Saint Jacques est une base de l'Armée de l'air française située à Rennes, dissoute en 1964.

## Historique
L'inauguration du terrain a lieu devant 20.000 spectateurs, le 28 juillet 1933, durant trois jours, par le ministre de l'Air, Pierre Cot, en tenue de pilote, arrivé en avion.
En 1938, une annexe de l'entrepôt 601 de l'Armée de l'air s'y installe.
En 1939 elle accueille un centre d'instruction spécialisé dans le renseignement.
En juin 1940, le terrain d'aviation de Saint-Jacques est utilisé par l'aviation allemande, notamment pour des assauts contre l'Angleterre. Ils élargissent le terrain et construisent deux pistes en béton, l'une de 1705m X 80, l'autre de 1425m X 80. Une partie du village de Saint-Jacques est rasée à cet effet. Y stationnent nombre d'unités aériennes, ainsi qu'un centre de commandement de la chasse allemande. Les installations sont bombardées en 1943 et en 1944.
Le 3 août 1944, l'aviation alliée occupe le terrain. Il prend le nom de A27.
La base de l'Armée de l'air utilisait entre autres des North American T-28 Trojan et des hélicoptères Vertol H-21 « banane volante ».
Nommée Base aérienne 271 en 1962, elle coexiste avec l'ALAT et avec la gendarmerie.
Elle est dissoute le 31 janvier 1964.

## De nos jours
Elle a été remplacée par une base ALAT opérationnelle, avec des hélicoptères Gazelle et des avions de liaison Socata TBM-700.